# Кабиленски манастир
Кабиленският манастир „Рождество на Пресвета Богородица“ е действащ девически православен манастир в община Тунджа, област Ямбол.
Намира се близо до Археологическия резерват Кабиле – на около 1 км от село Кабиле, и отстоящ на 6 км от град Ямбол и на 24 км от град Сливен. Манастирът е достъпен с автомобил и от двата града. Административно е част от Сливенската епархия.
Храмовият празник е на Рождество Богородично, 8 септември.

## История
В периода IV-V век (късна античност) Кабиле е бил голям религиозен център. В близост е имало издигнат девически православен манастир с целебен извор, датиращ още от времето на император Константин I Велики. Според преданието майката на Константин, Елена, пращала хора да ѝ носят вода от аязмото. Манастирът е бил обитаван до края на 14 в., когато е бил разрушен, но преданието за лековитата вода край манастира се запазило.
През 1918 г. край извора е построен малък параклис, около който между 1919 и 1944 година наново е бил издигнат нов девически манастир. Възстановяването се случва благодарение на селянин от Генерал Инзово, който в продължение на години пътувал и събирал дарения.

## Други
Други манастири, разположени в близост до Кабиленския са, Бакаджишкият манастир и Сотирският манастир.